# دافني كوستر
دافني كوستر (بالهولندية: Daphne Koster)‏ هي لاعبة كرة قدم هولندية، ولدت في 13 مارس 1981 في لاهاي في هولندا. شاركت مع منتخب هولندا لكرة القدم للسيدات. أما مع النوادي، فقد لعبت مع سكاي بلو.

## وصلات خارجية
- دافني كوستر على موقع الاتحاد الأوربي (الإنجليزية)
- دافني كوستر على موقع قاعدة بيانات كرة القدم.إي يو (الإنجليزية)
- دافني كوستر على موقع Soccerway.com (الإنجليزية)